# نيو نذرلاند
نيو نذرلاند أو هولندا الجديدة (بالهولندية: Nieuw-Nederland) هو الاسم السابق لمستعمرة تابعة لجمهورية هولندا على الساحل الشرقي لأمريكا الشمالية في القرن السابع عشر. امتدت أراضيها من شبه جزيرة ديلمارفا إلى جنوب غرب رأس كود، وقد غطت أجزاءً مما يعرف الآن بنيويورك ونيوجيرسي وديلاوير وكونيتيكت، بالإضافة لمواقع صغيرة من بنسلفانيا ورود آيلاند.
صُممت هذه المستعمرة من قبل شركة الهند الغربية الهولندية في عام 1621 وذلك للاستفادة من تجارة فراء أمريكا الشمالية. كان الاستيطان بطيئًا فيها وذلك يعود لسوء الإدارة ضمن شركة الهند الغربية الهولندية والنزاعات مع الأمريكيين الأصليين. وقد توسعت مستوطنة السويد الجديدة التي أسستها شركة الجنوب السويدية على حساب حدود هولندا الجديدة الجنوبية، كما أعيد رسم حدودها الشمالية لتستوعب اتحاد نيو إنجلاند الذي كان يتوسع.
شهدت المستعمرة نموًا كبيرًا خلال خمسينيات القرن السابع عشر، إذ أصبحت ميناءً رئيسيًا للتجارة في شمال المحيط الأطلسي. ساهمت الهولنديون لحصن أمستردام في جزيرة مانهاتن لصالح إنجلترا في عام 1664 (رسميًا في عام 1667) في الحرب الإنجليزية الهولندية الثانية. في عام 1673 استعاد الهولنديون المنطقة لكنهم تخلوا عنها بموجب معاهدة وستمنستر (1674)، لتنتهي الحرب الإنجليزية الهولندية الثالثة في العام الذي تلاه.
كان سكان هولندا الجديدة من المستعمرين الأوروبيين والأميركيين الأصليين والأفارقة الذين أحضروا ليعملوا عبيدًا. حيث كان تعداد القاطنين يتراوح بين 7000 إلى 8000 في وقت نقلهم إلى إنجلترا في 1674، ونصفهم لم يكونوا من أصول هولندية.

## الأصل
شهدت أوروبا نموًا اجتماعيًا وثقافيًا واقتصاديًا واسعًا خلال القرن السابع عشر، في فترة عُرفت باسم العصر الذهبي الهولندي في هولندا. وقد تنافست الدول من أجل السيطرة على طرق التجارة المربحة في جميع أنحاء العالم، وخاصة الطرق إلى آسيا. تجلى هذا الصراع الفلسفي واللاهوتي بشكل معارك عسكرية على طول القارة الأوروبية. أصبحت جمهورية البلدان السبعة المنخفضة (جمهورية هولندا) موطنًا للعديد من المثقفين ورجال الأعمال الدوليين واللاجئين الدينيين. أما في الأمريكتين فقد أسس الإنجليز مستوطنة في جيمس تاون بفرجينيا، وأسس الفرنسيون أيضًا مستوطنات صغيرة في بورت رويال بنوفا سكوشا، ومدينة كيبك، وكان الإسبان يطورون المستعمرات لاستغلالها تجاريًا في أمريكا الجنوبية ومنطقة البحر الكاريبي.
عينت شركة الهند الشرقية الهولندية -الموجودة في أمستردام- الكابتن الإنجليزي والمستكشف هنري هدسون في عام 1609 لإيجاد ممر شمالي شرقي إلى آسيا، وقد أبحر حول الدول الإسكندنافية وروسيا. وصده جليد القطب الشمالي في محاولته الثانية، لذا أبحر غربًا للبحث عن ممر شمالي غربي بدلاً من العودة إلى الوطن. وانتهى به الأمر إلى استكشاف المياه قبالة الساحل الشرقي لأمريكا الشمالية على متن سفينته «هالو ماين». وكان أول رسوٍ له في نيوفاوندلاند والثاني في كيب كود.
اعتقد هدسون أن الممر إلى المحيط الهادئ كان بين نهر سانت لورانس وخليج تشيزبيك، لذا أبحر جنوبًا إلى الخليج ثم اتجه شمالًا، وبقي يبحر بالقرب من الشاطئ. حيث اكتشف خليج ديلاوير أولًا، وتابع إبحاره إلى أعلى النهر بحثًا عن الممر. وأحبطت جهوده بسبب المياه الضحلة الرملية، وتابعت سفينة هالو ماين طريقها شمالًا. بعد اجتيازه لساندي هوك دخل هدسون وطاقمه منطقة المضيق في خليج نيويورك العلوي. (اكتُشفت منطقة المضيق من قبل المستكشف جيوفاني دا فيرازانو في عام 1524، وسُمي الجسر الحديث الذي يربط جانبي المضيق باسمه). اعتقد هدسون أنه وجد ممر المياه القاري، لذا أبحر في النهر الكبير الذي يحمل الآن اسمه. وبعد عدة أيام وجد أن المياه ضحلة جدًا ليتابع طريقه، في تروي، نيويورك.
ذكر هدسون لدى عودته إلى هولندا أنه عثر على أرض خصبة وأشخاص ودودين مستعدين للانخراط في طاقمه لقاء مقايضة صغيرة من الفراء والحلي والملابس والسلع المصنعة الصغيرة. نُشر تقريره لأول مرة في عام 1611 من قبل إيمانويل فان متران، القنصل الهولندي في لندن. حفز هذا التقرير الاهتمام في استغلال المورد التجاري الجديد، ما شكل دافعًا للتجار الهولنديين لتمويل المزيد من الحملات. أرسل التجار -مثل أرنوت فوغلز- أولى رحلات المتابعة لاستغلال هذا الاكتشاف في وقت مبكر من يوليو 1610.
أرسلت أميرالية أمستردام في 1611–12 حملتين سريتين لإيجاد ممر إلى الصين، باستخدام اليختين كرين وفوس، بقيادة كل من جان كورنيليس ماي وسايمون فيليمز. في أربع رحلات تمت بين عامي 1611 و1614، حيث استُكشفت المنطقة الواقعة بين ماريلند وماساتشوستس ومُسحت ورُسمت من قبل أدريان بلوك وهيندريك كريستيانسن وكورنيليس جاكوبسن ماي. دُمجت هذه الاستقصائيات والرسوم في خريطة بلوك، والتي استخدمت اسم نيو نذرلاند (هولندا الجديدة) لأول مرة؛ خلال هذه الفترة بدأت التجارة بشكل بسيط مع السكان الأصليين هناك.
ولد تاجر الفراء خوان رودريغيز في سانتو دومينغو من أصول برتغالية وأفريقية. ووصل إلى مانهاتن خلال فصل الشتاء في عام 1613-14، حيث كان يسعى لتوفير الجلود والتجارة مع السكان الأصليين كممثل عن الهولنديين. وهو أول ساكن غير أصلي مسجل في مدينة نيويورك.

## التطور

### الشركات التجارية المعتمدة
أدت المنافسة المباشرة والشديدة بين الشركات التجارية الهولندية في المناطق التي رُسمت حديثًا إلى نزاعات في أمستردام ودعوات للتنظيم. كان برلمان هولندا هو الهيئة الحاكمة لجمهورية هولندا، وقد أعلن في 17 مارس 1614 أنه سيمنح رخصة حصرية للتجارة بين دوائر العرض 40 و45. وسيكون هذا الاحتكار ساري المفعول لمدة أربع رحلات، ويتعين إجراء جميع الرحلات الأربع في غضون ثلاث سنوات من الرخصة. وقد كانت شركة هولندا الجديدة عبارة عن تحالف بين الشركات التجارية، واستخدموا خريطة أدريان بلوك لكسب الرخصة التي انتهت في 1 يناير 1618.
طلبت شركة هولندا الجديدة أيضًا إجراء مسح لوادي ديلاوير، واستكشف كورنيليس هندريكس من مونيكيندام نهر زويد (النهر الجنوبي) في عام 1616 من الخليج إلى أقصى الشمال. وقد احتفظ بملاحظاته في خريطة مرسومة في عام 1616. كانت رحلات هندريكس على متن السفينة إيسرين فيركين، وهي سفينة بُنيت في أمريكا. لكن على الرغم من المسح الذي أُجري، لم تتمكن الشركة من الحصول على رخصة حصرية من البرلمان الهولندي للمنطقة الواقعة بين دوائر العرض 38 و40.
أصدر البرلمان الهولندي رخصًا في عام 1614 لتطوير هولندا الجديدة كمشروع تجاري خاص. بعد فترة وجيزة، بنى التجار حصن ناسو في جزيرة كاسل في منطقة ألباني على نهر هدسون. كان الهدف من الحصن هو الدفاع عن حركة المرور في النهر ضد المتطفلين وللمتاجرة بالفراء مع السكان الأصليين. لكن اتضح أن موقع الحصن غير جيد، بسبب الفيضانات المتكررة في الجزيرة خلال الصيف، وقد هُجر الحصن في عام 1618، مع نهاية صلاحية الرخصة.
منحت جمهورية البلدان السبعة المنخفضة ميثاقًا لشركة الهند الغربية الهولندية في 3 يونيو 1621، ما أعطى هذه الشركة الحق الحصري في العمل في غرب أفريقيا (بين مدار السرطان ورأس الرجاء الصالح) والأمريكتين.
كان فيليم أوسلينكس أحد مؤسسي شركة الهند الغربية الهولندية، وروج لمفهوم مفاده أن الهدف الرئيسي للشركة هو إنشاء مستعمرات في العالم الجديد. في عام 1620 قدم أوسلينكس الطلب الأخير للبرلمان الهولندي، والذي بدوره رفض الرؤية التي طرحها أوسلينكس كهدف رئيسي. فضّل المشرعون صيغة المواقع التجارية ذات التجمعات السكانية الصغيرة والوجود العسكري لحمايتهم، بنفس الطريقة المتبعة في جزر الهند الشرقية، ولم يفضلوا تشجيع الهجرة الجماعية وإنشاء مستعمرات كبيرة. ولم تركز الشركة على الاستعمار في أمريكا حتى عام 1654، حين أُجبرت على تسليم البرازيل الهولندية ومصادرة أغنى منطقة منتجة للسكر في العالم.